# Garelli
Garelli is een historisch Italiaans merk van motorfietsen, bromfietsen en scooters.
Volledige bedrijfsnaam: (S.p.A. Meccanica Garelli, Sesto San Giovanni, later Aggar S.r.L, Milano en Agrati-Garelli S.p.A, Gruppo Industriale, Como, 1919-1935 en 1946-heden)
Het merk werd in 1919 opgericht door Adalberto Garelli. Hij bouwde vanaf dat jaar 348 cc eencilinder-tweetakten met de eerste succesvolle dubbelzuigermotor, die hij voor de oorlog bij Fiat ontwikkeld had. 
| Garelli Junior Cross uit 1967 |

Het merk Garelli was erg succesvol, maar toch concentreerde men zich vanaf 1926 steeds meer op oorlogsmaterieel. Tot 1935 produceerde Garelli wat motorfietsen betreft uitsluitend deze dubbelzuigers en toen stopte de productie van motorfietsen. 
In 1946 kwam er aanvankelijk een hulpmotortje, de beroemde en zeer succesvolle 38 cc Mosquito en later tweetakt motorfietsen van 70- tot 123 cc. 
Rond 1956 ontstonden de eerste contacten met Agrati, dat aanvankelijk framedelen leverde en ook enkele Garelli-modellen ging assembleren. Garelli leverde ook de motorblokken voor Agrati's eigen motorfietsen en scooters.
In 1961 gingen beide merken samen en ontstond Agrati-Garelli. Sindsdien richt het merk zich op lichte tweetakten, zowel voor op de weg en in het terrein, maar er werden ook viertakten naar ontwerp van Giovanni Parilla gemaakt. 
Vanaf 1965 werd uitsluitend de naam Garelli voor motorfietsen en scooters gebruikt. In 1969 werden alle nevenproducten geschrapt en maakte Garelli uitsluitend motor- en bromfietsen zoals: de Record, de Eureka, de Rally, de Katia, ....
In 1982 nam Garelli de productie van het bromfietsen van het merk Minarelli over.
Na de productie van de Garelli Gary Uno en de Garelli Gary Duo na 1992, werd Garelli failliet verklaard.